# Jean-Paul Pier

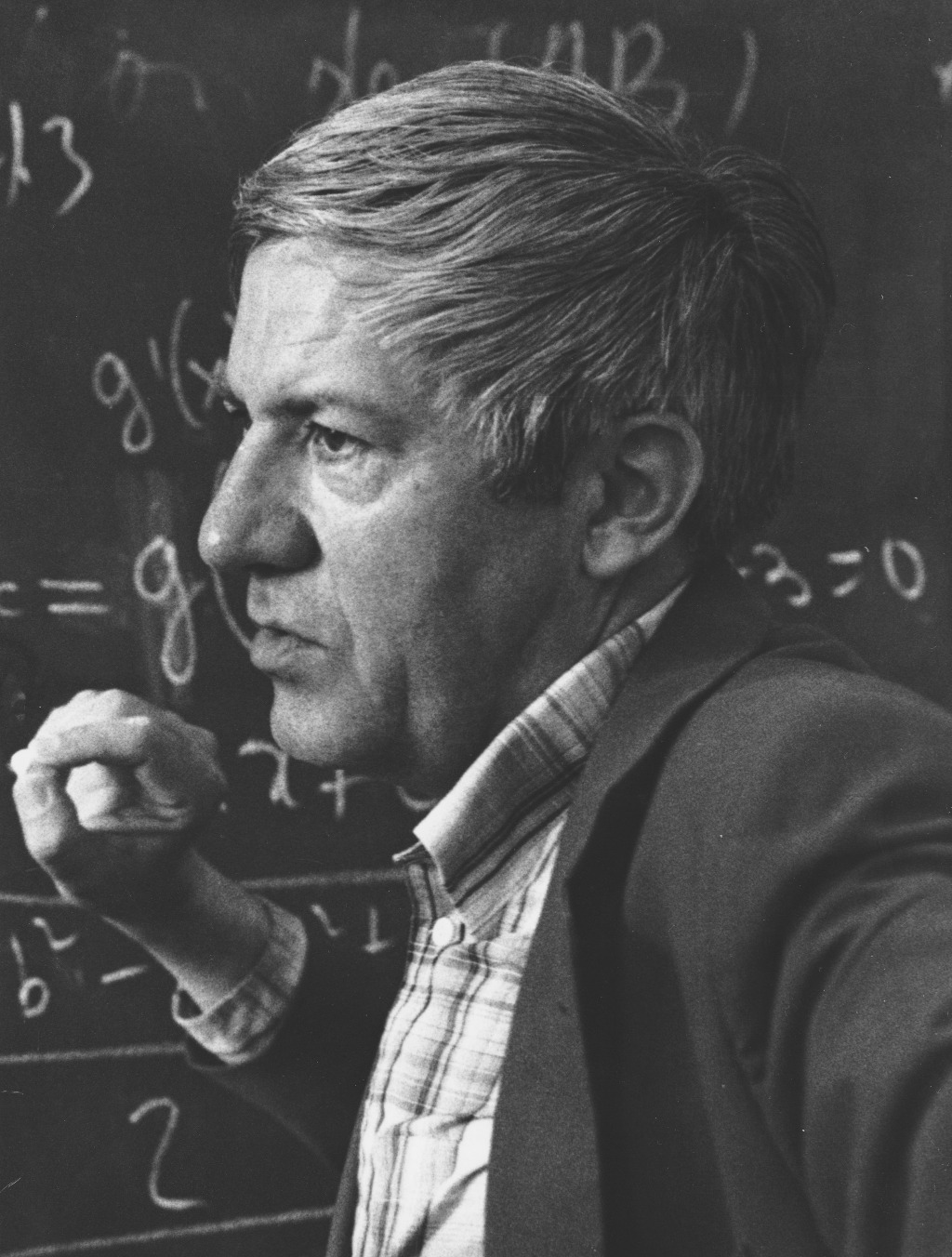
Jean-Paul Pier (1980)

Jean-Paul Pier (* 5. Juli 1933 in Luxemburg; † 14. Dezember 2016 in Bettemburg) war ein luxemburgischer Mathematiker, der sich mit Analysis, Mathematikgeschichte und Mathematikpädagogik beschäftigte.
Pier war lange Zeit Professor am Centre Universitaire de Luxembourg. Als Post-Doktorand war er an der University of Oregon und er war zeitweise am Centre Nucléaire in Grenoble.
Pier war 1994/95 Gastprofessor an der Katholischen Universität Löwen.
Er befasste sich vor allem mit Harmonischer Analysis und Mathematikgeschichte, speziell der Analysis im 20. Jahrhundert. Er ist Herausgeber zweier Sammelbände, die Standardwerke zur Geschichte der Mathematik im 20. Jahrhundert sind.
Er war auch international in verschiedenen Wissenschaftsgremien zum Beispiel für die NATO aktiv und war aktiv darin, die UNESCO zu überzeugen, 2000 zum Jahr der Mathematik auszurufen (der Vorschlag ging auf seine Initiative hin von der Luxemburger UNESCO-Kommission aus). Von der Gründung 1989 bis 1992 war Jean-Paul Pier Präsident der Luxemburger Mathematischen Gesellschaft.
2011 erhielt er den Grand Prix des Sciences Mathématiques/Prix de la Bourse de Luxembourg des Institut Grand-Ducal.

## Schriften
- Mathematical Analysis during the 20th century, Oxford University Press 2001
- Amenable Banach algebras, Longman Scientific, Wiley 1988
- Amenable Locally compact groups, Wiley 1984
- L’analyse harmonique: son développement historique, Paris, Masson 1990
- Histoire de l’intégration: vingt-cinq siècles de mathématiques, Paris, Masson 1996
- Mathématiques entre savoir et connaissance, Vuibert, Paris 2006
- Herausgeber Development of Mathematics 1900–1950, Birkhäuser 1995 (darin von Pier Guidelines 1900–1950 mit Pierre Dugac, Beno Eckmann, Jean Mawhin und Intégration et mesure 1900–1960)
- Herausgeber Development of Mathematics 1950–2000, Birkhäuser 2000
- Pier: Bourbaki, an epiphenomenon in the history of mathematics (PDF; 235 kB; englisch)